# Луций Юлий Цезар (претор 183 пр.н.е.)
Вижте пояснителната страница за други личности с името Луций Юлий Цезар.
Луций Юлий Цезар (на латински: Lucius Julius Caesar) e сенатор на Римската република през 2 век пр.н.е.
Произлиза от клон Юлии Цезари на знатната фамилия Юлии от Алба Лонга. Син е вероятно на сенатора Луций Юлий Цезар. Внук е на Нумерий Юлий Цезар и правнук на Луций Юлий Либон Млади II. Брат е на Секст Юлий Цезар I.
През 183 пр.н.е. той става претор в провинция Цизалпийска Галия.